# Сувозид
Сувозид или вештина сувозидане градње (градња сухозида)  је део народна архитектура, која градњу каменом заснива без употребе везива, односно градњу слагањем на сувом. Она је у Хрватској саставни елемент сваког култивисаног пејзажа дуж медитеранске обале. У ужем смислу односи се на зидање ломљеним каменом са минимумом или без обраде, а као шири појам може обухватити полагање каменог поплочавања и покривања, затим изградњу инжењерских конструкција клесаним каменом без употребе везива. Стога је стављање вештине сувозидних конструкција на УНЕСКО-ву листу нематеријалног културног наслеђа изузетан корак ка очувању ове вишевековне традиције. Уврштена је на ову листу 2018. године као наслеђе Хрватске, Кипра, Француске, Грчке, Италије, Словеније, Шпаније и Швајцарске.

## Историја
Човек се користио  уметношћу сувозидане градње на јадранско-динарском подручју Хрватске од праисторије до данас. Његова дистрибуција, техничка достигнућа и значај за заједницу повезани су са интензитетомстановништва и економским активностима, као и са начином и средствима преображаја краса у сврху пољопривредне производње.
Иако се, ово опипљиво наслеђе дуго сматрало мање вредним и стога никада није праћено јавним и научним дискурсом, на целом подручју, без обзира на море, границе и културе, вредне руке зидара је камен по камен узимала са крашких регион и створиле лепе структуре и тако формирале насеља и читаве камене пејзаже из којих су настале многе европске културе.
Поред мањих зграда различите намене, карактеристичан производ сувозидне конструкције је тзв. сувозид (громача, међа, моцира, моцир, масиера, редина, призида, зид, мртви зид, мртви мир ...), који се у разним облицима јавља дуж читавог подручја јадранско-динарског крша и снажно карактерише његов пејзаж.
Данас се  сувозид углавном користи у хортикултури , док је раније кроз историју имао примену у различитим областима, на пример, у градњи кућа и изградњи помоћних објеката,  хидроградњи, уограђивању терена и одбрамбених зидова, изградњи путева и формирању пољопривредних тераса (нпр у маслинарству и виноградарству на стрмим падинама ).
Данаc се сувозид може наћи у следећим деловима Хрватске:
- Готово на свим острвима на Јадранском мору
- Дуж обала: Далматинске загоре, Истре, Лике - то су подручја у којима је сувозид имао примарни задатак, а то је преживљавање, од оскудне земље ограђене сувозидом.
- У многим викендицама, око приватних кућа и дуж некатегорисаних путева, на подручјима Хрватске богатим кречњаком, па нпр. и у фонтани на Зрињевцу.
- Дуж обала бујичних потока

У хрватском приморју и на  острвима сух(в)озид се назива - моцира.

## Опис културног добра
Сувозид је грађевина од природног материјала без употребе везивног материјала. Гради се као:
- одбрамбени зид,
- ограда оранице или пашњака, од спирања земље бујицама воде,
- заштини зид у градњи бунара
- потпорни зид код градњи путева (нпр. као што је Премужићева стаза, планинарски пут који пролази деловима Велебита итд).

Сувозидови имају и ту особину да пружају уточисте за разне биљке и животиње, нпр. гуштере, жабе, пчеле и разне ретке инсекте.

## Заштита културног добра
Техника градње камена без везива, кроз историју била је оптималан начин употребе вишка камења у крашки пејзажи, али и начин заштите усева, ширење ораница и подела пашњака дуж источне јадранске обале. Индустријализација и технологија напредак у пољопривреди, ова уметност обрађивање земље постепено је постајало економски бескорисна и неисплатива. Читави пејзажи су занемарени а техника сувозида скоро је заборављена.
Данас локална заједница у Хрватској показују интересовање за своју баштину, сувозидно наслеђе, али економска неисплативост ове грађевинске технике и недостатак квалификованих градитеља представљају проблем очувања сувозида.

 
Захваљујући хвале вредним пројектима заштите наслеђа, сувозидарство је препознато као посебно умеће које треба сачувати од заборава. У том смислу Министарство културе Републике Хрватске донело је 2016. године одлуку којом се умеће сувозидне градње проглашава нематеријалним културним добром и уврстило га у Регистар културних добара Републике Хрватске. 
Међутим, за упис на листу светске баштине, нематеријална баштина мора бити: традиционална, али још увек жива, савремена рурална или урбана пракса у којој су укључене различите културне групе; инклузивна, тако да повезује прошлост, садашњост и будућност; репрезентативна тако да представља знање, традицију, обичаје и вештине које се преносе у једној заједници с колена на колено, или другим заједницама.
Како је стручна комисија УНЕСКО-а установила да је сувозидарство и традиционално и инклузивно и репрезентативно она је 2018. године ову делатност ставила на УНЕСКО-ову листу нематеријалне културне баштине света, као наслеђе Хрватске, Кипра, Француске, Грчке, Италије, Словеније, Шпаније и Швајцарске.

## Сувозид по земљама
- Сувозид у Хрватској

- Сувозид у Француској

- Сувозид у Финској

- Сувозид у Италији

- Сувозид у Грчкој

- Сувозид у Шпанији

- Сувозид у Португалији

- Сувозид у Белгији

- Црној Гори
- Сувозид на Луштици, порта цркве Преподобног Харитона у Клинцима
- Сувозид на Луштици, близу цркве Успења Богородице
- Поглед на Саборну цркву Светог Николе, са пута - поред цркве Светог Георгија
- Два сувозида, између којих је пут (обрастао у жбуње) којим се долази до цркве Светог Трипуна у Мрковима, Луштица
- Сувозид на Цетињу

## Галерија
- Сувозид у разним земљама света
- Мачу Пикчу
- Sacsayhuaman